# 熊田泰章
熊田 泰章（くまた よしのり、1953年 - ）は、日本の文学研究者。専門はテクスト論、文化記号論。法政大学国際文化学部教授。元法政大学副学長、元学校法人法政大学常務理事。元日本国際文化学会会長。

## 人物・経歴
福島県出身。福島県立安積高等学校を経て、1979年東京外国語大学外国語学部ドイツ語学科卒業。1981年立教大学大学院文学研究科博士課程前期課程修了、文学修士。1982年立教大学大学院文学研究科博士課程後期課程中途退学、防衛大学校人文科学教室助手。1985年防衛大学校専任講師。1992年法政大学第一教養部助教授。1996年法政大学第一教養部教授。1999年法政大学国際文化学部教授。2001年法政大学国際文化学部長、学校法人法政大学評議員。2007年法政大学大学院国際文化研究科長、法政大学大学院委員会議長、学校法人法政大学評議員、日本国際文化学会会長。2013年日本国際文化学会顧問。2015年法政大学副学長、学校法人法政大学評議員、学校法人法政大学理事・常務理事。

## 著作
- 『探究ドイツの文学と言語 : 立川洋三先生定年退職記念論文集』（岡野安洋他編）東洋出版 1995年

### 編集
- 『国際文化研究への道 : 共生と連帯を求めて』彩流社 2013年

### 翻訳
- エルフリーデ・イェリネク著『トーテンアウベルク : 屍かさなる緑の山野』三元社 1996年